# Drepturile femeilor

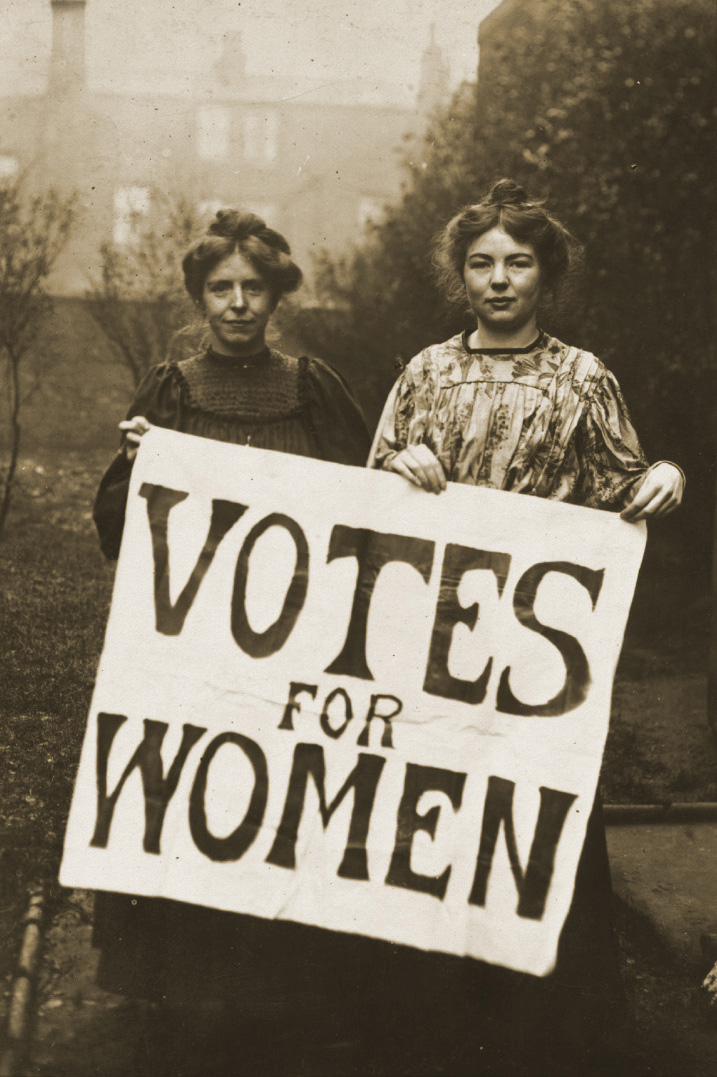
Annie Kenney și Christabel Pankhurst militează pentru votul femeilor

Drepturile femeilor sunt drepturile și îndreptățirile pentru femei și fete din întreaga lume. Ele au stat la baza mișcării pentru drepturile femeilor din secolul al XIX-lea și a mișcărilor feministe din secolele XX și XXI. În unele țări, aceste drepturi sunt instituționalizate sau susținute de lege, obiceiuri locale și comportament, în timp ce în altele, ele sunt ignorate și suprimate. Ele diferă de noțiunile mai largi ale drepturilor omului prin pretenții ale unei părtiniri istorice și tradiționale inerente împotriva exercitării drepturilor de către femei și fete, în favoarea bărbaților și băieților.
Problemele asociate în mod obișnuit cu noțiunile de drepturi ale femeilor includ dreptul la integritate corporală și la autonomie, de a fi liber de violență sexuală, de a vota, de a ocupa funcții publice, de a încheia contracte legale, de a avea drepturi egale în dreptul familiei, de a munci, de salarii echitabile sau salarii egale, să aibă drepturi de reproducere, să dețină proprietăți și la educație.